# Natricins
Els natricins (Natricinae) són una subfamília de serps de la família Colubridae que inclou diversos gèneres de colobres autòctones d'Europa i Amèrica del Nord.

## Gèneres
- Adelophis
- Afronatrix
- Amphiesma
- Amphiesmoides
- Anoplohydrus
- Aspidura
- Atretium
- Balanophis
- Clonophis
- Hologerrhum
- Hydrablabes
- Hydraethiops
- Iguanognathus
- Macropisthodon
- Natrix
- Nerodia
- Opisthotropis
- Parahelicops
- Pararhabdophis
- Regina
- Rhabdophis
- Seminatrix
- Sinonatrix
- Storeria
- Thamnophis
- Tropidoclonion
- Tropidonophis
- Virginia